# Хипкинс, Крис
Кри́стофер Джон (Крис) Хи́пкинс (англ. Christopher John Hipkins; род. 5 сентября 1978, Веллингтон, Новая Зеландия) — новозеландский политический и государственный деятель, премьер-министр Новой Зеландии с 25 января по 27 ноября 2023 года, член Палаты представителей Новой Зеландии от округа Ремутака (с 2008), министр образования (2017—2023), министр полиции (2022—2023).

## Карьера
С 26 октября 2017 по 25 января 2023 года — Министр государственной службы Новой Зеландии. С 2 июля по 6 ноября 2020 года, во время пандемии COVID-19, занимал пост министра здравоохранения. С 6 ноября 2020 по 14 июня 2022 года был министром, ответственным за меры против коронавируса.
20 января 2023 года, после отставки Джасинды Ардерн, Хипкинс стал единственным кандидатом на пост лидера Лейбористской партии. Он стал партийным лидером и 41-м премьер-министром Новой Зеландии 25 января 2023 года.
6 мая 2023 года Хипкинс присутствовал на коронации короля Карла III. Во время визита в Великобританию он встретился с Карлом III и премьер-министром Великобритании Риши Сунаком.
14 октября 2023 года лейбористы потерпели поражение на парламентских выборах, уступив первенство Национальной партии.
27 ноября 2023 года правительство Кристофера Лаксона вступило в свои полномочия.

## Личная жизнь
Хипкинс и его жена Джейд поженились в 2020 году на церемонии, проведённой в Премьер-хаусе в Веллингтоне, Грант Робертсон был шафером. У пары двое детей. С тех пор он и его жена расстались. Когда в 2018 году он взял расширенный отпуск по уходу за ребёнком в связи с рождением второго ребёнка, он был одним из первых высокопоставленных министров-мужчин, сделавших это.